# Olijfpython
De olijfpython (Liasis olivaceus) is een wurgende slang uit de familie pythons (Pythonidae).

## Naam en indeling
De wetenschappelijke naam van de soort werd voor het eerst voorgesteld door John Edward Gray in 1842. Later werd de wetenschappelijke naam Bothrochilus olivaceus gebruikt.

### Ondersoorten
De soort wordt verdeeld in twee ondersoorten die onderstaand zijn weergegeven, met de auteur en het verspreidingsgebied.
| Naam                     | Auteur      | Verspreidingsgebied                                             |
| ------------------------ | ----------- | --------------------------------------------------------------- |
| Liasis olivaceus barroni | Smith, 1981 | Australië; West-Australië                                       |
| Liasis olivaceus         | Gray, 1842  | Australië; Noordelijk Territorium, Queensland en West-Australië |

## Uiterlijke kenmerken
De lengte bedraagt meestal niet meer dan drie meter, maar exemplaren van meer dan vier meter zijn ook bekend. De kleur is olijfgroen tot lichtbruin. Tekeningen en vlekken ontbreken bij de slang. De buikzijde is lichter en neigt meer naar wit. De schubben zijn klein en lopen in regelmatige rijen. De grote kop is duidelijk te onderscheiden van de nek. Over het hele lichaam is een iridiserende glans te zien.

## Levenswijze
Op het menu staan reptielen, knaagdieren en vogels, die vanaf de bodem worden belaagd. Er zijn zelfs meldingen van grote exemplaren die wallaby's aten, een kleine soort kangoeroe. De python is een rustige soort, en daardoor populair in de dierenhandel. Hierdoor is er vrij veel over de leefwijze bekend.

## Verspreiding en habitat
De olijfpython komt endemisch voor in het noorden van Australië, in de deelstaten Noordelijk Territorium, Queensland en West-Australië. De python bewoont het westelijke deel van het schiereiland Kaap York naast het Groot Barrièrerif tot de westkust in het district Kimberly. De ondersoort L. o. barroni komt voor in een geïsoleerd gebied in het uiterste westen van West-Australië, rond de rivier Fortescue.
De olijfpython wordt vaak aangetroffen langs rivieroevers en is in tegenstelling tot de meeste pythons ook overdag actief. De habitat bestaat uit droge en vochtige tropische en subtropische bossen, graslanden, savannes en scrubland.

## Beschermingsstatus
Door de internationale natuurbeschermingsorganisatie IUCN is de beschermingsstatus 'veilig' toegewezen (Least Concern of LC).